# Deane, Greater Manchester
Deane är en stadsdel i Bolton, i distriktet Bolton, i grevskapet Greater Manchester, i England. Deane var en civil parish fram till 1866 och 1894 till 1898 då den blev en del av Bolton. Denna parish hade 22 994 invånare år 1831.